# Premio Kyōto per le arti e la filosofia
Il premio Kyōto per le arti e la filosofia è un premio annuale assegnato dal 1985 dalla fondazione Inamori ed una delle tre categorie del Premio Kyōto. I vincitori sono personalità che si sono particolarmente distinte in un particolare campo delle scienze, secondo una rotazione annuale nel campo della musica, delle arti, del cinema e del teatro e della filosofia e dell'etica.

## Vincitori del premio Kyōto - Categoria arti e filosofia
| Anno | Vincitore                  | Sezione            | Nazionalità                 |
| ---- | -------------------------- | ------------------ | --------------------------- |
| 1985 | Olivier Messiaen           | musica             | Francia                     |
| 1986 | Isamu Noguchi              | arti               | Giappone / Stati Uniti      |
| 1987 | Andrzej Wajda              | cinema e teatro    | Polonia                     |
| 1988 | Paul Thieme                | filosofia ed etica | Germania                    |
| 1989 | John Cage                  | musica             | Stati Uniti                 |
| 1990 | Renzo Piano                | arti               | Italia                      |
| 1991 | Peter Stephen Paul Brook   | cinema e teatro    | Regno Unito                 |
| 1992 | Karl Raimund Popper        | filosofia ed etica | Austria / Regno Unito       |
| 1993 | Witold Lutosławski         | musica             | Polonia                     |
| 1994 | Akira Kurosawa             | cinema e teatro    | Giappone                    |
| 1995 | Roy Lichtenstein           | arti               | Stati Uniti                 |
| 1996 | Willard Van Orman Quine    | filosofia ed etica | Stati Uniti                 |
| 1997 | Iannis Xenakis             | musica             | Grecia / Francia            |
| 1998 | Nam June Paik              | arti               | Corea del Sud / Stati Uniti |
| 1999 | Maurice Béjart             | cinema e teatro    | Francia                     |
| 2000 | Paul Ricœur                | filosofia ed etica | Francia                     |
| 2001 | György Ligeti              | musica             | Romania / Austria           |
| 2002 | Tadao Andō                 | arti               | Giappone                    |
| 2003 | Tamao Yoshida              | cinema e teatro    | Giappone                    |
| 2004 | Jürgen Habermas            | filosofia ed etica | Germania                    |
| 2005 | Nikolaus Harnoncourt       | musica             | Austria                     |
| 2006 | Issey Miyake               | arti               | Giappone                    |
| 2007 | Pina Bausch                | cinema e teatro    | Germania                    |
| 2008 | Charles Margrave Taylor    | filosofia ed etica | Canada                      |
| 2009 | Pierre Boulez              | musica             | Francia                     |
| 2010 | William Kentridge          | arti               | Sudafrica                   |
| 2011 | Tamasaburo Bando V         | cinema e teatro    | Giappone                    |
| 2012 | Gayatri Chakravorty Spivak | filosofia ed etica | India / Stati Uniti         |
| 2013 | Cecil Taylor               | musica             | Stati Uniti                 |
| 2014 | Fukumi Shimura             | arti               | Giappone                    |
| 2015 | John Neumeier              | cinema e teatro    | Stati Uniti                 |
| 2016 | Martha Craven Nussbaum     | filosofia e etica  | Stati Uniti                 |
| 2017 | Richard Taruskin           | musica             | Stati Uniti                 |
| 2018 | Joan Jonas                 | arti               | Stati Uniti                 |
| 2019 | Ariane Mnouchkine          | cinema e teatro    | Francia                     |
| 2021 | Bruno Latour               | filosofia e etica  | Francia                     |
| 2022 | Zakir Hussain              | musica             | India                       |
| 2023 | Nalini Malani              | arti               | India                       |
| 2024 | William Forsythe           | cinema e teatro    | Stati Uniti                 |